# Marie Bunel

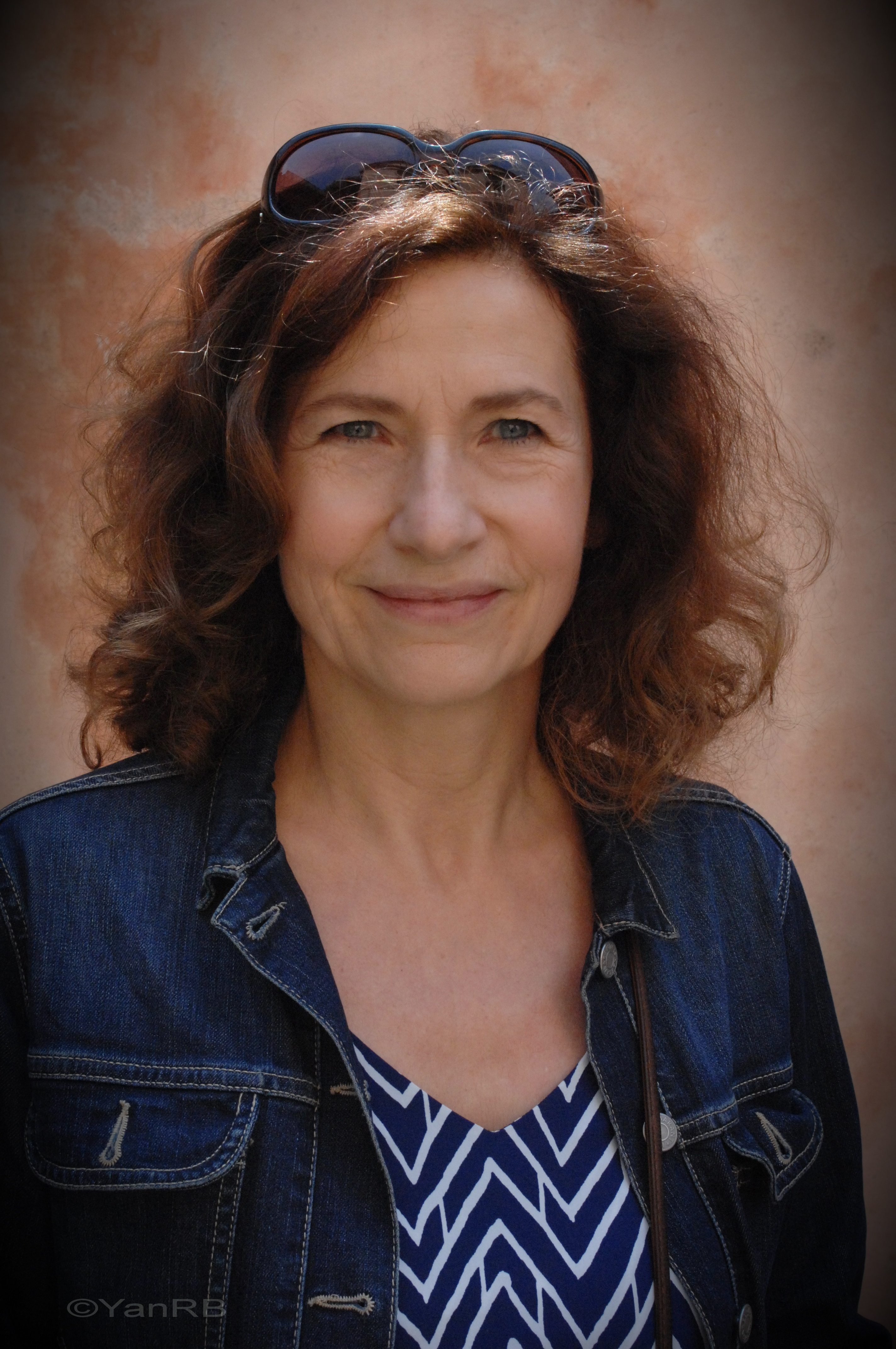
Marie Bunel, 2016

Marie-Laurence Nathalie Bunel-Gourdy (* 27. Mai 1961 in Saint-Maur-des-Fossés, Frankreich) ist eine französische Schauspielerin.

## Leben
Marie Bunel spielte bereits als Jugendliche in Filmen wie Das Strandhotel und Die Büstenhalterkompanie mit. Später studierte sie Schauspiel am Lee Strasberg Theatre and Film Institute in Hollywood und bei Blanche Salant am Centre Américain de Paris. Bis Ende der 1980er Jahre schaffte sie es, sich als Schauspielerin auf der Leinwand und am Theater zu etablieren. So spielte sie in Filmen wie Eine Frauensache (1988), Die Französische Revolution (1989), Die Verschwiegene (1990) und Die schöne Lili (1991) mit. Bei der Verleihung des französischen Filmpreises César 1995 wurde sie für ihre Darstellung der Isabelle in Paare und Geliebte (1993) als Beste Nachwuchsdarstellerin nominiert.
Bunel ist mit dem Schauspieler Vincent Winterhalter verheiratet.

## Filmografie (Auswahl)
- 1978: Das Strandhotel (L’hôtel de la plage)
- 1978: Die Büstenhalterkompanie (Les filles du régiment)
- 1982: La Boum 2 – Die Fete geht weiter (La boum 2)
- 1984: Das Blut der Anderen (Le sang des autres)
- 1988: Eine Frauensache (Une affaire de femmes)
- 1989: Die Französische Revolution (La Révolution française)
- 1990: Die Verschwiegene (La discrète)
- 1991: Die schöne Lili (La reine blanche)
- 1993: Paare und Geliebte (Couples et amants)
- 1994: Das Hochzeitsboot (Le bateau de mariage)
- 1997: Mein Leben in Rosarot (Ma vie en rose)
- 1999: Freiheit auf Probe (Le miroir aux alouettes)
- 2000: Wo waren wir Frauen, als die Männer zum Mond flogen? (Que faisaient les femmes pendant que l’homme marchait sur la lune?)
- 2001: Une femme d’honneur (Fernsehserie, 1 Folge)
- 2002: Mein Bruder Leo (Tout contre Léo)
- 2004: Arsène Lupin – Der König unter den Dieben (Arsène Lupin)
- 2004: Das Alphabet des Lebens (Les fautes d’orthographe)
- 2004: Die Kinder des Monsieur Mathieu (Les choristes)
- 2005: Saint-Jacques… La Mecque
- 2006: Agatha Christie: Einladung zum Mord (Petits meurtres en famille)
- 2007: Die zweigeteilte Frau (La fille coupée en deux)
- 2007: Kid Power – Die Nervensägen! (Demandez la permission aux enfants)
- 2009: Kommissar Bellamy (Bellamy)
- 2011: Krieg der Knöpfe (La nouvelle guerre des boutons)
- 2013: Jappeloup – Eine Legende (Jappeloup)
- 2013: Quai d’Orsay
- 2014: Fever
- 2017: Die Frau mit Vergangenheit (La bête curieuse)
- 2017: Un Village Français – Überleben unter deutscher Besatzung (Un village français, Fernsehserie, 5 Folgen)
- 2018: Profiling Paris (Profilage, Fernsehserie, 1 Folge)
- 2019: Monsieur Killerstyle (Le daim)
- 2019: Einsam Zweisam (Deux moi)
- 2020: Mit der Kraft des Windes (Les héritières)
- 2023: Es sind die kleinen Dinge (Les petites victoires)
- 2023: Daaaaaali!